# تيم ماثيوز
تيم ماثيوز (بالإنجليزية: Tim Matthews) هو منافس ألعاب قوى أسترالي، ولد في 29 أكتوبر 1974 في أربست في أستراليا.